# Maquinari lliure

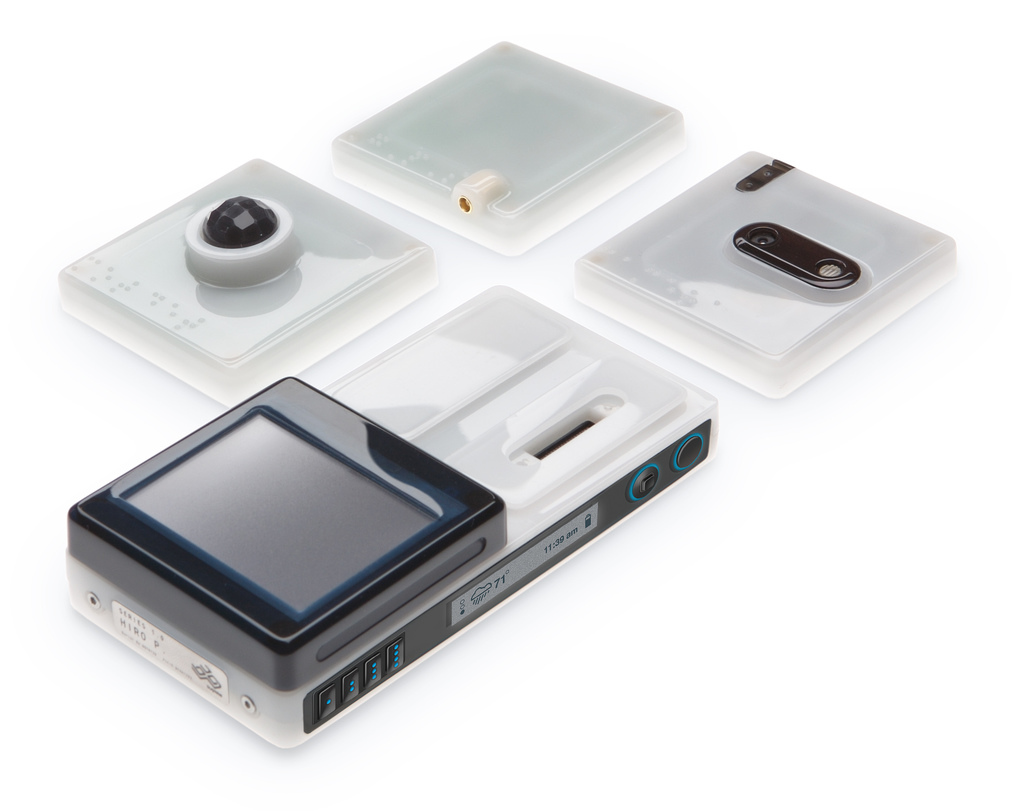
Maquinari Lliure de Bug Labs.

S'anomena maquinari lliure, maquinari de codi obert, electrònica lliure o màquines lliuresals dispositius de maquinari les especificacions dels quals i diagrames esquemàtics són d'accés públic, ja sigui sota algun tipus de pagament o de franc. La filosofia del programari lliure (les idees sobre la llibertat del coneixement) és aplicable a la del maquinari lliure. S'ha de recordar en tot moment que lliure no és sinònim de gratis. El maquinari lliure forma parteix de la cultura lliure.
L'impuls per al desenvolupament del maquinari lliure va ser iniciat el 2001 amb el Challenge to Silicon Valley publicat per Kofi Annan. Com que la naturalesa del maquinari és diferent de la del programari, i pel fet que el concepte de maquinari lliure és relativament nou, encara no ha sorgit una definició exacta del maquinari lliure.
Atès que aquest maquinari està associats a costos variables directes, cap definició de programari lliure és directament aplicable sense modificació. En canvi, el terme 'maquinari lliure' s'ha usat principalment per reflectir l'ús del 'programari lliure' amb el maquinari i el llançament lliure de la informació pel que fa al maquinari, sovint incloent el llançament dels diagrames esquemàtics, dissenys, mides i altra informació sobre del maquinari. De tota manera, inclou el disseny del maquinari i la distribució dels elements en la targeta mare.
Amb l'auge dels dispositius de lògica programable reconfigurables, el compartir els dissenys lògics és també una pràctica de maquinari lliure. En comptes de compartir els diagrames esquemàtics, el codi HDL és compartit. Això difereix del programari lliure. Les descripcions HDL són usades comunament per instal·lar sistemes SoC en FPGA o directament en dissenys ASIC. Els mòduls HDL, quan es distribueixen, són anomenats semiconductor intellectual property cores , o nuclis IP.
Existeixen moltes comunitats que treballen en el disseny, desenvolupament i proves de maquinari lliure, i que a més brinden suport. Algunes d'elles són Open Collector, OpenCores i el Projecte gEDA.

## Definició i classificació
El terme de l'anglès hardware és un terme general que s'utilitza per descriure els artefactes físics d'una tecnologia. En aquest sentit, el hardware pot ser equip militar, equip electrònic, o equip informàtic. En informàtica, es denomina  maquinari  o suport físic al conjunt d'elements materials que componen una ordinador. Maquinari també són els components físics d'un ordinador com ara el disc dur, la unitat de disc òptic, la disquetera, etc. El maquinari es refereix al que és tangible, és a dir tots els components físics de l'ordinador.
El programari o software lliure ofereix a l'usuari quatre llibertats: llibertat d'ús, d'estudi i modificació, de distribució, i de redistribució de les versions modificades. Hi llicències que les garanteixen i que donen una cobertura legal, com ara la llicència  GNU GPL. El maquinari lliure pren aquestes mateixes idees del programari lliure per a aplicar-les en el seu camp.
És una proposta gairebé tan antiga com la del programari lliure, però la seva ocupació no és tan directe. Compartir dissenys de maquinari és més complicat. No hi ha una definició exacta (es poden trobar referències a diferents articles). Fins i tot Richard Stallman, President de la Free Software Foundation afirma que les idees del programari lliure es poden aplicar als arxius o fitxers necessaris per al seu disseny i especificació (esquemes, PCB, etc.), però no al circuit físic en si.
En no existir una definició clara de maquinari lliure, cada autor ho interpreta a la seva manera. S'han creat llicències, algunes de les quals estan encara en desenvolupament. Depenent de l'enfocament, poden ser establertes dues classificacions: la primera té en compte com és la seva naturalesa (estàtic o reconfigurable) i l'altra en funció de la seva filosofia.

### Segons la seva naturalesa
Donada la seva diferent naturalesa, en parlar de maquinari obert o lliure cal especificar de quin tipus de maquinari s'està parlant. A continuació es descriuen cadascun dels diferents maquinari segons la seva naturalesa:

#### maquinari reconfigurable
És aquell descrit mitjançant un llenguatge de descripció de maquinari. La seva naturalesa és completament diferent a la del maquinari estàtic. Es desenvolupa d'una manera molt similar a com es fa amb el programari, mitjançant arxius de text, que contenen el codi font. Se'ls pot aplicar directament una llicència lliure, com la GPL. Els problemes no sorgeixen per la definició de què és lliure o com ha de ser per ser-ho, sinó que apareixen amb les eines de desenvolupament necessàries. Per fer que el maquinari reconfigurable sigui lliure, només cal aplicar la llicència GPL al seu codi.

#### Maquinari estàtic
És el conjunt d'elements materials o tangibles dels sistemes electrònics. Ja que el programari no té existència física, sorgeixen problemes que es descriuen en l'apartat "Desavantatges".

### Segons la seva filosofia
En no existir una definició clara de maquinari lliure, també hi ha llibertat en la seva interpretació. Molts dels arguments sobre el disseny de maquinari lliure provenen dels que parlen en les comunitats de programari i maquinari. Una causa d'això és el simple fet que la paraula "programari" es refereix tant al codi font com als arxius o fitxers executables, mentre que les paraules "maquinari" i "disseny de maquinari" es refereixen clarament a dues coses diferents. Utilitza la paraula "maquinari" com taquigrafia per al disseny i l'objecte físic és una recepta per a la confusió. Els termes següents s'han utilitzat en discussions d'aquest assumpte.

#### Disseny de maquinari Lliure (Free hardware design)
Es refereix a un disseny que pugui ser copiat, distribuït, modificat, i fabricat lliurement. No implica que el disseny no pot també ser venut, o que qualsevol posada en pràctica de maquinari del disseny estarà lliure de cost. Totes les mateixes discussions sobre el significat de la "llibertat" entre els partidaris de la Free Software Foundation, i els partidaris de la llicència Llicència BSD que afecta el programari, desafortunadament les traslladen als dissenys del maquinari.

#### Lliurehardware design
Es refereix a la mateixa classe del disseny free maquinari design, però intenta aclarir que la paraula lliure, es refereix a la llibertat i no al preu. El terme sona fora de context a molts angloparlants, però resulta natural per als hispans. Les seves traduccions són naturals per a parlants d'altres idiomes, els que no utilitzen una paraula per donar diferents significats; com per exemple: en anglès  "free beer" cervesa gratuïta i "free speech" llibertat d'expressió.

#### Open source hardware
Es refereix al maquinari per al qual tota la informació del disseny es posa a disposició del públic en general. Open source hardware es pot basar en un free hardware design, o el disseny en el qual es basa pot ser restringit d'alguna manera.

#### Open hardware
És una marca registrada de l'  Open hardware Specification Program . És una forma limitada de codi obert maquinari, per a la qual el requisit és que:
| « | "La suficient documentació del dispositiu ha d'estar disponible perquè un programador competent pugui escriure un controlador del dispositiu. La documentació ha de cobrir totes les característiques de la interfície del dispositiu - controlador que s'espera que qualsevol usuari empri. Això inclou funcions d'entrada-sortida, de control i funcions auxiliars com a mesures de funcionament o diagnòstics d'auto-prova. Els detalls de suport de firmware on-board i de la posada en pràctica de maquinari no necessiten ser divulgats excepte quan són necessaris per permetre programar un controlador per al dispositiu " . | » |

És a dir, només una quantitat d'informació limitada sobre el disseny necessita estar disponible; possiblement no molta, per exemple, per fer una reparació.

#### Free hardware
És un terme usat de tant en tant com a sinònim per al codi obert del maquinari. És un terme que busca ser directament paral·lel entre el maquinari i el programari, però vela la distinció entre el disseny i la posada en pràctica. El terme de free hardware és particularment confús, ja que implica l'estat físic del maquinari, més que el seu disseny, el qual d'alguna manera és lliure. Això no és del tot cert en el sentit del cost, i té poca importància (excepte metafòricament) en el sentit social. El més simple és evitar aquest terme totalment, exceptuant el seu significat de cost, com ara: els ordinadors gratis "free computers" donades per diverses organitzacions socials.

## Història
La història del maquinari lliure es remunta als inicis de l'informàtica, al segle xx. Hi ha dues èpoques crítiques perquè es pensés en la idea del maquinari lliure:

### Dècada de 1970
Leo Felsenstein va establir el Homebrew Computer Club, el qual era un híbrid dels elements del moviment radical del col·legiat dels anys 1960, dels activistes que treballaven l'àrea de computació de la comunitat de Berkeley i dels afeccionats als hobbys electrònics. El text «participació per Democracy From the 1960s and SDS into the Future online», escrit per Michael Hauben, qui descriu les idees de "Els estudiants per a una Societat Democràtica" explica com ells van transformar els moviments que treballaven al àrea de la computació de la comunitat dels anys 1970 i més endavant.

### Anys 1990
Els FPGA i Open Design Circuits, sorgeixen en els anys 1990, al lloc web de Reinoud Lamberts. Open Design Circuits va ser el primer a proposar la creació d'una comunitat de disseny de maquinari amb l'esperit del programari lliure. En teoria, FPGA permetria l'intercanvi de dissenys lliures electrònicament, de la mateixa manera que els programes poden ser intercanviats.
Però en la pràctica, la comunitat que va créixer al voltant del lloc mai ha afegit dissenys lliures per la manca de programari lliure per al disseny electrònic (que llavors no existia) per la qual cosa es va debatre sobre l'ús del programari lliure o el Programari gratuït comercial, fins a l'extrem que no es va crear cap disseny real en el lloc en si mateix.
Però les discussions van involucrar a una gran quantitat de persones, moltes que estaven implicades en altres empreses lliures de disseny de maquinari. Aquesta va ser la primera vegada que un gran grup de gent havia discutit seriosament sobre què era pràctic i què no era pràctic pel que fa al maquinari. Amb la creació d'aquest lloc web, Open Design Circuits va establir les bases per a una comunitat sencera.

## Models d'intercanvi
Són una de les necessitats bàsiques dels projectes de hardware lliure, ja que s'ha de generar un estàndard per a intercanviar els dissenys i perquè aquests siguin llegibles per a tots. Pel que fa als llenguatges de descripció de hardware, no hi ha problemes, ja que aquests són realment arxius ASCII. L'inconvenient sorgeix quan es parla d'esquemes de circuit o màscares.
Una de les primeres solucions va ser treballar amb imatges .JPEG -i no amb dissenys propis- i té el desavantatge que s'ha de transcriure per complet el mecanisme funcional per poder treballar sobre el disseny.

## Llicències
S'han creat llicències específiques per a maquinari lliure, algunes de les quals estan encara en desenvolupament i s'esmenten a continuació:

### Grups que fan servirGNU GPL
- Free Model Foundry.
- ESA Sparc.

### Grups que fan servir altres llicències
- Free-IP Project (a l'estil MIT).
- LART (a l'estil MIT).
- GNUBook (basada en la llicència GPL, amb les addicions dels drets ambientals i humans).

### Grups desenvolupadors de noves llicències
- Simputer GPL, una llicència de maquinari que es basa en la llicència GPL.
- Freedom CPU.
- OpenIPCores OHGPL.
- The Open NDA.
- OpenPPC (basada en Apple Public Source License).
- Maquinari Design Public License Open Collector, basada en la llicència GPL.

## Avantatges i desavantatges

### Avantatges
- Protegeix i defensa la sobirania, permetent a les nacions no dependre de cap altra que li proveeixi els recursos necessaris per al seu desenvolupament i independència tecnològica.
- Fomenta que el maquinari pugui ser de qualitat, els estàndards oberts i que siguin més econòmics.
- Augmenta la seguretat i el bon funcionament del disseny, com que funciona en el major taller de proves existent: el món.

En ser utilitzat per múltiples persones de múltiples maneres, enfrontant-fins i tot a situacions per a les quals no estava dissenyat originalment, assegura que es disposarà d'informació útil i eficaç sobre el seu funcionament i capacitats.
- La reutilització i l'adaptació de dissenys permetent així innovar i millorar els dissenys de forma col·laborativa a nivell mundial.
- Ajudaria a les companyies a estalviar costos i temps de disseny en els seus treballs.
- Hi comunitats de disseny, programació, proves, i suport que dia a dia creixen de forma dinàmica i participativa.
- Evita l'aliança  trusted computing  i la gestió digital de drets (DRM), que restringeixen els dispositius electrònics com ara electrodomèstics, ordinadors, entre altres més.

### Desavantatges
No es poden aplicar directament les quatre llibertats del programari lliure al maquinari, donada la seva naturalesa diferent. Un té existència física, l'altre no. Això fa que sorgeixin una sèrie de problemes:
- Un disseny físic és únic. La compartició depèn de la facilitat de reproducció del disseny i de la capacitat de reproduir-ho per part de l'usuari final.
- La compartició té associat un cost. La persona que vulgui utilitzar el maquinari que una altra hagi dissenyat primer ho ha de fabricar, per a això haurà de comprar els components necessaris, construir el disseny i verificar que s'ha fet correctament. Tot això té un cost.
- Disponibilitat dels components. Estan disponibles els xips?. A l'intentar fabricar un disseny ens podem trobar amb el problema de la manca de material. En un país pot no haver-hi problema, però en un altre pot ser que no es troben.
- El món del maquinari està ple de patents; és una realitat, per això molts de les motivacions dels autors d'aquest concepte és que no s'alliberi el codi o el disseny si no ho desitja, però s'anima que noves empreses desenvolupin i alliberin nou maquinari, en pro de crear estàndards públics i lliures, en els quals tots puguin col·laborar.
- Model de producció, no tots poden crear maquinari, a causa de les implicacions que comporta de coneixements tècnics, infraestructura de disseny, simulació, producció i implementació del maquinari, al contrari que el programari lliure.

## Empreses
- Purism[1]
- System76